# Peritassa bullata
Peritassa bullata är en benvedsväxtart som beskrevs av Albert Charles Smith. Peritassa bullata ingår i släktet Peritassa och familjen Celastraceae. Inga underarter finns listade.